# Burkillanthus malaccensis
Burkillanthus malaccensis là một loài thực vật thuộc họ Rutaceae. Loài này có ở Indonesia và Malaysia.